# Dautillos
Dautillos är en ort i Mexiko.   Den ligger i kommunen Navolato och delstaten Sinaloa, i den västra delen av landet, 1 100 km nordväst om huvudstaden Mexico City. Dautillos ligger 4 meter över havet och antalet invånare är 2 109.
Terrängen runt Dautillos är mycket platt. Havet är nära Dautillos västerut. Runt Dautillos är det ganska tätbefolkat, med 155 invånare per kvadratkilometer. Dautillos är det största samhället i trakten. Omgivningarna runt Dautillos är i huvudsak ett öppet busklandskap.